# Odacir Soares Rodrigues

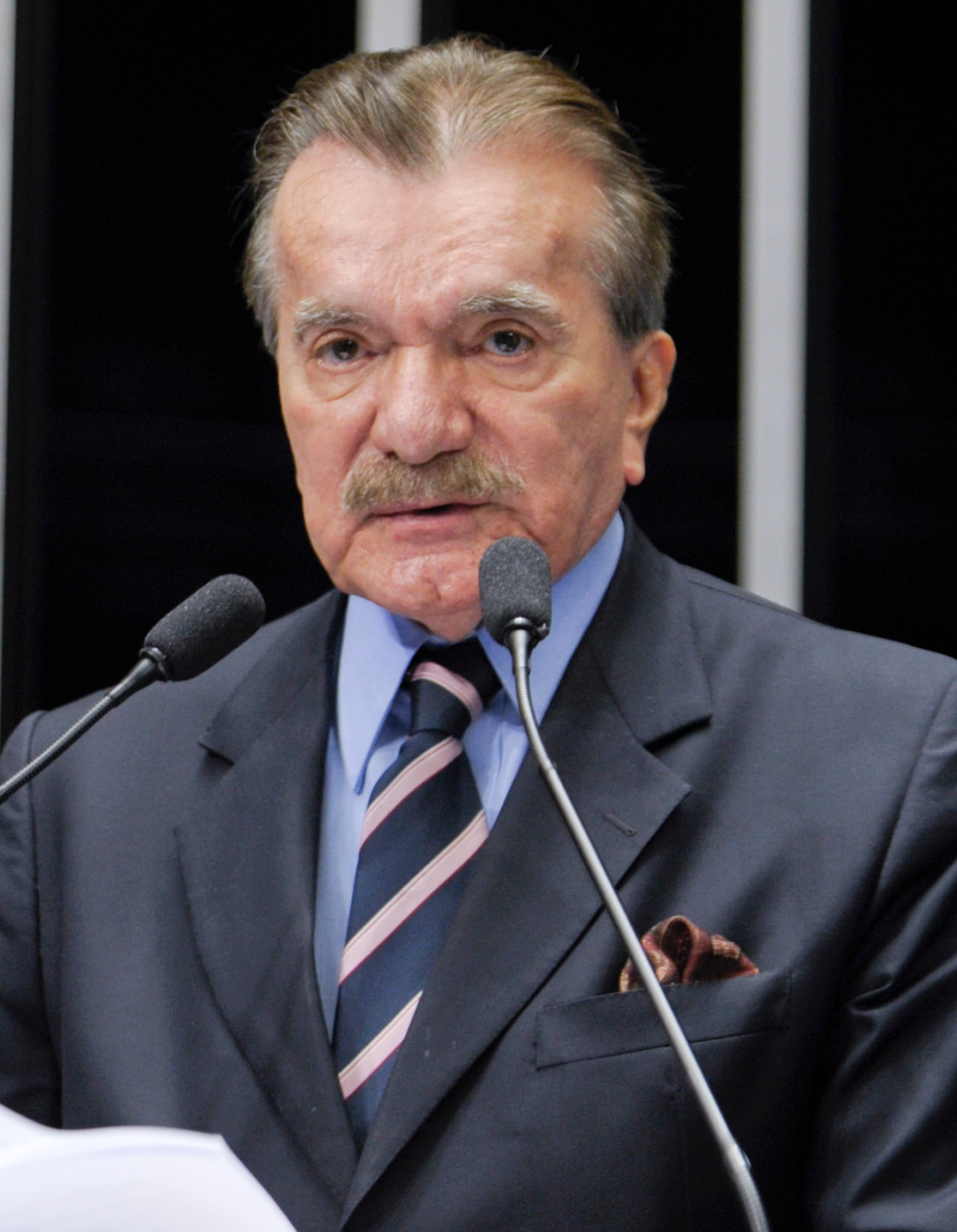
Odacir Soares Rodrigues, 2014

Odacir Soares Rodrigues (* 31. Oktober 1938 in Rio Branco, Acre, Brasilien; † 12. September 2019 in Brasília, Brasilien) war ein brasilianischer Politiker, Jurist und Journalist. Er war Senator für den Bundesstaat Rondônia.

## Leben und Wirken
Odacir Soares wurde im Bundesterritorium Acre geboren. Er studierte Rechts- und Sozialwissenschaften in Rio de Janeiro, ehe er zunächst 1967 Staatssekretär für Sicherheit und Inneres im Bundesterritorium Rondônia wurde.
Als Journalist war er als Reporter für die Zeitschriften Manchete und Fatos e Fotos tätig.
1970 wurde er zum Bürgermeister der Hauptstadt von Rondônia, Porto Velho, gewählt und durch die Militärdiktatur 1976 abgesetzt.
In den 1980er Jahren gründete er die Partido Social Democratica (PSD) in Rondônia.
Für den Bundesstaat Rondônia saß er von 1982 bis 1998 als Senator in Brasília im Senat.
Er starb am 12. September 2019 in Brasília an den Folgen einer Krebserkrankung.